# Aubrey Herbert
Pour les articles homonymes, voir Herbert.
Aubrey Nigel Henry Molyneux Herbert est un diplomate et voyageur britannique né le 3 avril 1880 à Highclere Castle et mort le 26 septembre 1923 à Londres.

## Biographie
Aubrey Herbert est le deuxième fils de Henry Herbert, 4e comte de Carnarvon, et le premier issu de son second mariage avec Elizabeth Howard. Il est le demi-frère cadet de l'égyptologue George Herbert. Dès son plus jeune âge, Aubrey souffre de problèmes de vue qui le rendront quasiment aveugle à la fin de sa vie. Malgré son handicap, il étudie à Eton College, puis au Balliol College de l'université d'Oxford, où il décroche brillamment un diplôme d'histoire moderne. Polyglotte, il parle le français, l'italien, l'allemand, le turc, l'arabe, le grec et l'albanais.
Une fois ses études achevées, Aubrey Herbert s'engage dans le corps diplomatique, d'abord à Tokyo en 1902, puis à Constantinople deux ans plus tard. C'est à cette occasion qu'il se prend de passion pour les Balkans et particulièrement l'Albanie, dont il devient l'un des plus ardents soutiens de l'indépendance. En 1913, au moment des pourparlers du traité de Londres, il se voit officieusement offrir la couronne du pays. Bien qu'il soit tenté d'accepter, son ami le Premier ministre H. H. Asquith le lui déconseille. En fin de compte, c'est un prince allemand, Guillaume de Wied, qui est choisi comme roi.
Lorsque la Première Guerre mondiale éclate, Aubrey Herbert rejoint les Irish Guards en se procurant un uniforme et en montant au dernier moment à bord du navire qui emmène son unité en France. Il est rapatrié en Angleterre après avoir été blessé lors de la bataille de Mons, puis rejoint le Bureau arabe du Foreign Office, au Caire. Il participe à la bataille des Dardanelles comme officier de liaison, puis mène diverses missions sur le territoire de l'Empire ottoman et en Italie.
Aubrey Herbert est élu à la Chambre des communes comme député conservateur de la circonscription de South Somerset en 1911. Il le reste jusqu'à sa mort (la circonscription est rebaptisée Yeovil en 1918). Il s'écarte de la ligne du parti sur la question irlandaise à partir de 1920 et siège par la suite comme un député indépendant.
Aubrey Herbert meurt d'un sepsis consécutif à une opération dentaire en 1923, à l'âge de 43 ans. Il laisse quatre enfants de son mariage avec Mary Gertrude (1889-1970), fille du 4e vicomte de Vesci : un fils, Auberon (1922-1974), et trois filles. La dernière, Laura, épouse le romancier Evelyn Waugh en 1937.